# Whirlpool Corporation

Whirlpool Corporation — американська фірма, з головним офісом в Benton Harbor (штат Мічиган). Займається виробництвом і продажем побутової техніки. До головних продуктів, які виробляє фірма, належать пральні машини, холодильники і техніка для кухні.
Фірма створена в 1911 році Луїсом Аптоном (англ. Louis Upton) разом з його братом і дядьком як фірма, що виробляє обладнання для прання, під назвою Upton Machine Company. У 1929 році фірма об'єдналася з Nineteen Hundred Washer Company, внаслідок чого утворилася фірма Nineteen Hundred Corporation. У 1949 році назву фірми було змінено на Whirlpool Corporation, під якою вона функціонує і нині. У жовтні 1960 року фірма уклала контракт з урядом на проєктування і створення першої американської космічної кухні. У наступні роки Whirlpool співпрацює з урядом у сфері розвитку систем харчування, особистої гігієни та управління відходами в рамках місій Gemini, Apollo і Skylab.
У 2014 році Whirlpool придбала фірму Indesit за 1,1 млд євро.
Заводи фірми розміщені в США, Мексиці, Бразилії, Китаї, Колумбії, Польщі, Росії, Південній Африці, Туреччині, Великій Британії, Індії, Італії, Франції та Словаччині.
У зв'язку з російським вторгненням в Україну дочірню компанію АТ "ИНДЕЗИТ ИНТЕРНЭШНЛ" було продано 16.09.2022 турецьким інвесторам. Таким чином компанія повністю вийшла з Росії. 
З початком російського вторгнення в Україну компанія ініціювали низку заходів для підтримки українських біженців у сусідніх країнах, включаючи збір товарів першої необхідності, пожертвування пральних машин, сушильних машин і холодильників для притулків для надання першої допомоги та інше. 

## Торгові марки
Whirlpool продає свою продукцію в різних регіонах під такими торговими марками:
- США — Whirlpool, Maytag, KitchenAid, Jenn-Air, Amana, Roper, Admiral, Affresh, Gladiator;
- Канада — Whirlpool, Inglis, Admiral, Maytag, Jenn-Air, Amana, Roper, Estate, KitchenAid;
- Мексика — Whirlpool, Maytag, Acros, KitchenAid, Supermatic;
- Європа — Whirlpool, KitchenAid, Indesit, Hotpoint, Hotpoint-Ariston, Bauknecht, Polar, Ariston;
- Африка і Близький Схід — Whirlpool, Ariston, Bauknecht, Maytag, Amana, Ignis, KIC;
- Латинська Америка — Whirlpool, Consul, Brastemp, KitchenAid;
- Азія — Whirlpool, Maytag, KitchenAid, Amana, Bauknecht, Jenn-Air, Diqua, Royalstar.